# Fadil
Fadil (arabisch فاضل, DMG Fāḍil) ist ein arabischer männlicher Vorname mit der Bedeutung „rechtschaffen, großherzig“, der auch häufig im südosteuropäischen Kulturraum auftritt. Die arabische weibliche Form des Namens  ist Fadila (فاضلة / Fāḍila). Eine andere Variante ist Fadel beziehungsweise Fadela.

## Namensträger
- Fadil Abdurahmanović (* 1939), bosnischer Schachkomponist
- Fadil El Ghoul (R3hab; * 1986), niederländischer DJ und Produzent marokkanisch-algerischer Abstammung
- Fadil Ferati (1960–2010), kosovarischer Kommunalpolitiker
- Fadil Hoxha (1916–2001), jugoslawischer Politiker
- Fadil Husain Ahmad al-Kurdi, irakische Person des Islamismus
- Fadil Novalić (* 1959), bosnischer Politiker
- Fadil Paçrami (1922–2008), albanischer Schriftsteller, Dramatiker und Politiker
- Fadil Vokrri (1960–2018), jugoslawisch-kosovarischer Fußballspieler und -funktionär

### Vorname Fadila
- Fadila Laanan (* 1967), belgische Politikerin marokkanischer Abstammung

### Familienname
- Amira El Fadil (* 1967), sudanesische Politikerin und Kommissarin der afrikanischen Union